# Miejscowości Tuvalu
Według oficjalnych danych pochodzących z listopada 2012 roku Tuvalu ma 24 miejscowości o ludności przekraczającej 100 mieszkańców. Stolica kraju Vaiaku liczy 638 osób, ale w aglomeracji na wyspie Fongafale mieszka 5879 ludzi (mniej więcej połowa ludności kraju).
| L.p. | Miejscowość                  | Atol       | Wyspa      | Liczba ludności |
| ---- | ---------------------------- | ---------- | ---------- | --------------- |
| 1.   | Alamoni – Maiaki             | Nui        | Fenua Tapu | 321             |
| 2.   | Alapi                        | Funafuti   | Fongafale  | 1029            |
| 3.   | Amatuku                      | Funafuti   | Fongafale  | 128             |
| 4.   | Apalolo – Saniuta            | -          | Vaitupu    | 263             |
| 5.   | Asau                         | -          | Vaitupu    | 198             |
| 6.   | Aulotu                       | Nukufetau  | Savave     | 331             |
| 7.   | Fakaifou                     | Funafuti   | Fongafale  | 1158            |
| 8.   | Haumaefa                     | -          | Nanumea    | 187             |
| 9.   | Kulia                        | -          | Niutao     | 200             |
| 10.  | Lofeagai                     | Funafuti   | Fongafale  | 627             |
| 11.  | Lolua                        | -          | Nanumea    | 186             |
| 12.  | Maneapa                      | Nukufetau  | Savave     | 191             |
| 13.  | Manutalake – Meang (Tanrake) | Nui        | Fenua Tapu | 221             |
| 14.  | Motufoua                     | -          | Vaitupu    | 502             |
| 15.  | Pepesala                     | Nukulaelae | Fangaua    | 247             |
| 16.  | Potufale                     | -          | Vaitupu    | 230             |
| 17.  | Senala                       | Funafuti   | Fongafale  | 1207            |
| 18.  | Teava                        | -          | Niutao     | 406             |
| 19.  | Tekavatoetoe                 | Funafuti   | Fongafale  | 650             |
| 20.  | Teone                        | Funafuti   | Fongafale  | 570             |
| 21.  | Tokelau                      | -          | Nanumanga  | 245             |
| 22.  | Tonga                        | -          | Nanumanga  | 236             |
| 23.  | Tumaseu                      | -          | Vaitupu    | 248             |
| 24.  | Vaiaku                       | Funafuti   | Fongafale  | 638             |

Stan na 5 sierpnia 2010 roku.